# Firefly (Autovermietung)
Firefly ist eine Tochter der Hertz Autovermietung. Hertz entwickelte die neue Marke, um die Advantage Rent a Car zu ersetzen. Nach dem Erwerb von Dollar Thrifty Automotive Group musste Advantage Rent a Car verkauft werden.
Zielgruppe des Unternehmens sind vornehmlich Urlauber in Frankreich, Italien und Spanien. So wurden auch die ersten Niederlassungen im März 2013 in Europa eröffnet. Es folgten die amerikanischen Niederlassungen im September 2013. Im August 2014 eröffnete Firefly die erste Filiale im mittleren Osten am Flughafen Dubai in den Vereinigten Arabischen Emiraten und im September 2014 in Australien. Im Januar 2015 gab es mehr als 100 Standorte in 13 Ländern. Überwiegend kommen die Automietverträge bei Firefly über Vermittler zustande, während Hertz hingegen das Direktgeschäft mit den Kunden betreibt.